# Starship Troopers
Starship Troopers (englisch, etwa Raumschiff-Truppe, -Soldaten oder -Infanterie; In der deutschen Erstausgabe von 1979 „Sternenkrieger“) ist ein Military-Science-Fiction-Roman von Robert A. Heinlein aus dem Jahr 1959.
Inhalt ist eine futuristische Welt mit Zentralregierung, die durch eine Elite dominiert wird. Veteranen des „Federal Service“, die militärische, forschende oder Arbeitsdienste ableisteten, haben dabei ein Aktives und Passives Wahlrecht und gelten als Bürger. Im Rahmen eines Bildungs- und Entwicklungsromans wird eine Ich-Geschichte des Soldaten Juan „Johnnie“ Rico von den Philippinen entlang seiner Militärkarriere in der sogenannten „Mobilen Infanterie“ erzählt, die er während eines interstellaren Krieges der „Terranischen Föderation“ gegen die Alienrasse „Bugs“ macht, deren Krieger keine Kampfaufgabe kennen. Dabei werden Themen wie das Wahlrecht, Tugenden des Bürgers, Militärdienst, Jugendkriminalität und der Krieg durchgesprochen und ausführlich behandelt.
Heinlein kritisiert mit seiner Zukunftsutopie, der der moralischer Anspruch zugrunde liegt, nur wer seinen Wert und Gemeinschaftssinn durch unangenehme bis gefährliche Dienste für die Gemeinschaft bewiesen hat, sollte deren Geschicke mit lenken dürfen, die US-Gesellschaft der 1950er Jahre sowie die Dwight D. Eisenhower-Regierung, als zu lasch, und sieht sein Werk als realistische Spekulation der Zukunft der Weltordnung im Kalten Krieg aufgrund der Bedrohungslage durch die Sowjetunion, Nordkorea und Rotchina. Dem Werk liegen zahlreiche zeitgenössische Hintergründe zugrunde, darunter der „Sputnikschock“ und die Gründung der NASA.
Das Buch hatte große Einflüsse auf das Genre der Science-Fiction und prägte insbesondere, dass Militär und Sci-Fi als miteinander verbunden gelten. Weiter wurden individuelle Kampfanzüge als maschinelles Exoskelett als Konzeptidee durch das Werk begründet. Comics, Spiele und Filme wie Iron Man (1963-heute), Exosquad (1993), Halo (2001-heute), District 9 (2009), Elysium (2013) sowie Edge of Tomorrow (2014) nutzen dies und die Konzeption von Aliens – Die Rückkehr (1986) sowie Avatar – Aufbruch nach Pandora (2009) basiert auf den Elitesoldaten als Raumschiff-Landetruppen auf fernen Welten. Es beeinflusste die zeitgenössische Kultur und auch die damalige politische Diskussion durch die Themen des Buchs.
So vertrat die dem Erscheinen folgende Präsidentschaft John F. Kennedys Elemente, wie etwa seine Betonung von Bürgerpflichten und die Ausdehnung des Military Selective Service Acts, um mittels Konskription auch mehr Freiwillige Militärdienstleistende zu kreieren, da diese prinzipiell eine Auswahlmöglichkeit der Streitkräfte entlang ihrer zweijährigen Dienstzeit haben, aber zum Großteil effektiv im Kampf landeten oder wählten. Richard Nixon orientierte sich später stärker am prinzipiell freiwilligen Militärdienst, was der US-Demokratische Kongress ablehnte, doch unter Eisenhowers früherem Verteidigungsminister Thomas S. Gates Jr. entwickelt und unter US-Verteidigungsminister Melvin Laird als Folge des absehbar verlorenen und umstrittenen Vietnamkriegs eingeführt wurde. Jimmy Carter führte 1980 die Konskription wieder ein und stellte die Verweigerung sich zum Militärdienst zu melden unter hohe Strafe (sechsstelliger Betrag oder fünf Jahre Gefängnis). Seit 1986 wird die Unterlassung dieser Registrierung nicht mehr strafrechtlich verfolgt. Stattdessen kann man anderenfalls nicht beim Staat beschäftigt sein.
Die deutschsprachige Ausgabe erschien erst 20 Jahre später unter dem Titel Sternenkrieger in der Übersetzung von Bodo Baumann. Hervorzuheben ist, dass das Buch durch die allgemeine Verbreitung aufgrund des anfänglichen Einflusses auch 20 Jahre später noch fortlaufend verkauft wurde und durch Heinleins Buch Expanded Universe (Erweitertes Universum) aus 1980 im Kontext auch kommentiert wird.
Der Roman wurde 1960 mit dem Hugo Award ausgezeichnet.
Der Film Starship Troopers aus 1997 basiert lose auf dem Ursprungswerk, da es andere Akzente setzt und sich davon unterscheidet. Gleichzeitig erweiterte der Film aber das Starship Troopers-Franchise.

## Inhalt

### Hintergründe
Nach dem für US-Amerikaner siegreichen und relativ verlustfreien Zweiten Weltkrieg wurde auch von Heinlein vor dem Hintergrund des Koreakriegs die Wehrfähigkeit der US-Amerikaner während der Dwight D. Eisenhower-Administration gesellschaftskritisch angezweifelt.
Der bevorstehende Vietnamkrieg, der Druck der USA in der Sueskrise gegen europäische Verbündete, die Beendigung des McCarthyismus, die Unterstützung von Operation Ajax im Iran, der Operation PBSUCCESS in Guatemala, der Nichtintervention beim Ungarischen Volksaufstand, der „Sputnikschock“, die Berlin-Krise und Eisenhowers präsidiales Handeln, auf Atomwaffentests zu verzichten, waren weltpolitische Hintergründe im Kalten Krieg, gegen die er in seinem Buch anschrieb. Zeitgleich folgte das Mercury-Programm und die Gründung der NASA.

### Kulisse
Mitte des 27. Jahrhunderts regiert die „Terranische Föderation“ als Zentralstaat, die von Militärveteranen in den Staatsämtern dominiert und verwaltet wird. Das Schulwesen ist das klassische des 20. Jahrhunderts, die Technologie futuristisch, interstellares Reisen schneller als Lichtgeschwindigkeit möglich und es herrscht allgemein großer Wohlstand. Die individuelle Freiheit sei riesig im Vergleich zur Geschichte, es gibt wenige Gesetze, niedrige Steuern, Lebensstandards so hoch wie die Produktivität und geringe Kriminalität. Um ein Bürger zu sein, der das aktive und passive Wahlrecht besitzt, muss man eine Dienstzeit von zwei Jahren abgeleistet haben und entlassen sein. Das Buch erklärt, dass die große Mehrheit den Umstand nicht kümmert und sogar reiche Familien stolz darauf seien, über 100 Jahre hinweg keinen Gedienten verzeichnet zu haben. Die Regierung veranlasst keine Rekrutierungen oder lockt Freiwillige an, sondern betont die brutale Natur des Dienstes und die Abhängigkeit zum Staat über die Dienstzeit. Frauen können sich genauso melden wie Männer, aber ihre Funktion ist für körperlich leichte Tätigkeiten vorgesehen, wie jene der Transportpilotin, auch wenn von Kratzern und schlechtem Handling ausgegangen wird. Es ist die erste, komplett freie Entscheidung eines Volljährigen mit 18 Jahren. Es gibt auch keine Einschränkung außer eine festgestellte Geisteskrankheit und Unfähigkeit den Diensteid zu verstehen. Verhältnismäßig wenige Personen leisten diesen Dienst, der aus Überzeugung und nicht aus überzogenen Karriereerwartungen oder Zwang geleistet werden soll. Um Sky Marshal zu werden, muss man sowohl ein Schiff wie auch am Boden kommandiert haben. Die Position ist eine Art Oberkommandierender.
Während eines Kriegs der Militärallianz bestehend aus den Vereinigten Staaten, dem Vereinigten Königreich und Russland gegen die „Chinesische Hegemonie“, kam es zu einem Umsturzversuch von Intellektuellen Sozialwissenschaftlern, ein Utopia zu gründen. Es folgte ein Friedensvertrag, der chinesische Gefangene freigab, doch 65.000 gefangene Zivilisten und zwei britischen Divisionen standen vor einer Abverurteilung in China und versuchten zu fliehen. Parallel dazu war die Kriminalitätsrate, besonders in Nordamerika hoch und es gab nicht sanktionierbaren Vandalismus Jugendlicher, sodass die „westlichen Demokratien des 20. Jahrhunderts“ kollabierten. Veteranen aus Aberdeen in Schottland formten eine Bürgerwehr und bemächtigten sich des Vigilantismus, um Plünderungen und Aufstände zu stoppen. Sie hängten einige Personen und beschlossen, nur noch Veteranen in eine solche Kommission aufzunehmen, weil Politikern misstraut wurde. Dies wurde zu einer Routine, wodurch nach Generationen die „Terranische Föderation“ begründet wurde. Diese „Terranische Föderation“ lag im Kampf mit Alienrassen.

### Handlung
Johnnie Rico ist auf der Korvette „Rodger Young“ zusammen mit seinem Platoon „Rasczaks Rauhnacken“ stationiert, die einen Überfall gegen eine planetare Kolonie führen, die von den sogenannten „Skinnies“ gehalten wird. Jeder in dem Platoon kämpft, ob Kaplan, Koch oder ein Schreiber. Einzeln in Kapseln abgeworfen, landet dieser, zerstört die Ziele und tritt den Rückzug an. Das Mitglied Dizzy Flores wird von Rico gerettet, stirbt nach der Abholung zum Orbit aber.
Das Narrativ macht einen Zeitsprung zurück zu Ricos Zeit am Ende seiner High School. Sein bester Freund Carl, mit dem Rico alles seit ihrer Kindheit zusammen machte, ist überzeugt vom Militär. Rico ist auch wegen der väterlichen Einstellung abwartend, dass der Dienst funktionslos sei und Parasitismus auf Steuerzahlerkosten, denn die geringwertigeren Leute seien sonst arbeitslos und pusten sich dadurch auf. Rico sieht den Vorteil der menschlichen Spezies mit zwei Geschlechtern in seiner Klassenkameradin Carmen Ibañez, die Rico als klein, süß und nett einschätzt. Als Carl sich einschreibt, meldet Carmen sich ebenfalls als Pilotin und auch Rico sagt zu, Pilot zu werden. Carl will Elektroniker bei Forschung und Entwicklung werden. Es zeigt sich dann, dass es einen harten Aufnahmefilter gibt, weil zu viele kurz dienen wollen, um als Veteran zu gelten, ob Kampf oder kein Kampf. Der Flotten-Sergeant schickt Carmen zur Pilotenprüfung, Rico wird dort abgelehnt und zur Mobilen Infanterie geschickt. Carl bekommt seinen Wunschauftrag. Zu Hause wird Johnnie von seinem Vater Emilio verstoßen, da er nicht nach Harvard gehen wollte und auch den Marsflug zum Urlaub ausschlug.
Johnnies Ausbildung im „Camp Currie“ in den Prärieprovinzen Kanadas wird von Sergeant Charles Zim geleitet und ist enorm anspruchsvoll. Er erhält Kampftraining für alle möglichen Typen, darunter simulierte Flüge in gepanzerten Anzügen als maschinelles Exoskelett. Das Militärgericht lässt einen Rekruten auspeitschen und hinauswerfen, nachdem dieser einen Drill Instructor schlug, der auch sein Kompanie-Kommandeur war. Jean V. Dubois, der Rico „Geschichte und Moralphilosophie“ in seiner Schulzeit lehrte, schrieb Rico einen Brief, dass er auch ein Veteran der Mobilen Infanterie war. Dieser Brief half Rico motiviert zu bleiben. Als Rico während eines Drills in einer Simulation eine Rakete zündete, ohne vorher festzustellen, ob befreundete Einheiten in Nähe der Einschlagzone waren, führte das zu fünf Peitschenschlägen. Ein weiterer Veteran, der die Armee unabgemeldet verließ und anschließend ein kleines Mädchen tötete, wurde durch sein Bataillon gehängt, nachdem er von der Zivilpolizei festgenommen wurde.
Nahe Vancouver durchlief Rico seine erweiterte Ausbildung. Er war einer der 187 Absolventen des Regiments, von 2009 Startern, wovon 14 gar dabei starben und einer davon exekutiert wurde. Während seiner Ausbildungsphase entwickelte sich der Konflikt mit den Außerirdischen zu einem ausgewachsenen Krieg.
Die „Bugs“ griffen die Stadt Buenos Aires mit Raumschiffen an und zerstörten sie völlig, wodurch die Zivilisten die für sie alarmierende Situation wahrnahmen. Rico bekommt über seine Tante mit, dass seine Mutter in der Stadt verweilte und dachte, seine Eltern seien tot.
Die „Operation Bughouse“ begann und war der Codename für die umfassende Invasion von Klendathu, der Heimatwelt der „Bugs“. Diese konnte nicht von außen zerstört werden, weil sich nach Informationen der „Skinnies“ noch gefangengenommene Menschen darin befanden, die man zu retten versuchte. Die Schlacht von Klendathu endete in einem desaströsen Rückzug für die Terraner. Ricos Schiff, die „Valley Forge“, wurde genauso wie viele andere Schiffe zerstört, und seine Einheit und viele andere dezimiert. In der Folge konnten keine größeren Schlachten mehr begonnen werden, weil es an Schiffen und erfahrenen Soldaten mangelte. Rico kam zurück zur „Rodger Young“, die von Lieutenant Rasczak und Sergeant Jelal angeführt wurde.
Es folgten zahlreiche kleine Überfälle auf die „Bugs“ und die „Skinnies“, die als deren Verbündete galten, da sie ihnen den Standort von Terra gegeben hatten. Nach dem Angriff auf die Heimatwelt der „Skinnies“ schlossen diese sich der „Terranischen Föderation“ an und gaben ihnen unbezahlbare Informationen. Diese Forschung brachte neue Waffen gegen die Bugs hervor, wie ein schweres Nervengas. Das war auf die „Bugs“ zugeschnitten und konnte in ein „Bugloch“ geworfen werden, sodass alle damit in Kontakt gekommenen starben.
Nachdem Johnnie einiges an Kampferfahrung gesammelt hat und bei „Rasczaks Rauhnacken“ in die Unteroffiziersränge aufgestiegen war, meldete er sich nach einem Schlüsselerlebnis für die Berufssoldatenlaufbahn: Rasczak stirbt, der für Johnnie wie ein Vater war. Einer seiner Kameraden schlug vor, dass Rico zur Offizierschule geht. Johnnie wollte eigentlich kein Berufssoldat werden, da er damit wieder so weit weg sei von dem Privileg war, wählen zu gehen, wie zuvor. Als Rico zu Jelal ging, hatte dieser bereits die Papiere fertig gemacht und Rico wird zur Zweitausbildung geschickt, die auch zusätzliche Kurse in „Geschichte und Moralphilosophie“ beinhaltete, um Offizier zu werden.
Auf dem Weg dorthin begegnet er seinem Vater, der seiner alten Einheit als Ersatz für ausgerechnet ihn selbst als Korporal zugeteilt worden ist. Nur seine Mutter ist bei der Zerstörung von Buenos Aires gestorben. Emilio wurde deshalb selbst freiwillig Soldat und hätte immer schon bereut, nicht gedient zu haben und sich in seiner Rolle als „produzierendes, konsumierendes Wirtschaftstier“ unwohl gefühlt und wolle nun ein „Mann“ sein. Er erwartete, dass Johnnie es dort packt, sonst könnte man ihn noch beiseiteschieben.
Auf der Offiziersschule wird Johnnie nochmals ausgebildet. Dort wird er von Carmen besucht, die Ensign bei der Marine wurde und damit Fliegeroffizier. Rico war von ihrer natürlichen Schönheit fasziniert, die ihre Glatze nicht entfernen könnte. Er empfand den Abend mit ihr als angenehm, der es wert gewesen sei, zwei Unterrichtsstunden am nächsten Tag zu versäumen. Er wurde getrübt, als beide davon mitbekamen, dass ihr Freund Carl bei der Zerstörung der Pluto-Forschungsstation durch die „Bugs“ getötet wurde.
Besonderen Raum nimmt in der Erzählung Ricos das Schulfach „Geschichte und Moralphilosophie“ ein, das auf Terra bereits in der Schulzeit gelehrt wurde, in dem die Rolle des Militärdienstes und Gewalt diskutiert wird. Wieso diese Inhalte auf der Offizierschule, die zeitlich weit nach der individuellen Entscheidung, tatsächlich zu kämpfen, behandelt wurden, läge daran, dass die prozentual meisten Kandidaten von Kolonien kämen.
1. Militärdienst sei rau und gefährlich. Nur wer es wirklich wolle, solle ihn ableisten.
2. Gubernative sei Gewalt, ob diese nun durch wenige zehn oder 10 Milliarden ausgeübt wird.
3. Das Bürgerrecht eine Einstellung sei, dass das große Ganze wichtiger sei als der Teil, und der Teil sich bereitwillig dafür opfern solle und nur der Veteran zeigt, dass er die nötige Integrität hat und Wohlstand der Gruppe vor das Eigenwohl stellt.
4. Das heilige Recht des Gemeinen Mannes, das Wahlrecht, sei irrwitzig, da ein dreißigjähriger Idiot mehr Stimmen hätte als ein 15-jähriges Genie. Unabhängig, ob es in der Geschichte auf Geburtsrecht, Abstammungsrecht, Rasse, Geschlecht, Eigentum, Bildungshintergrund, Alter, Religion basiert. Immer sei die Masse der Meinung, es sei tyrannisch.
5. Der Betrug von Kommunismus basiert auf der marxschen Arbeitswerttheorie, da schlechte Kocharbeit ein ganzes Werk und dessen Wert zerstört, ein guter Koch mit den Zutaten aber ein Meisterwerk schafft.
6. Massendemokratie sei eine Irrlehre, da die Bürger Selbstverantwortung ablegten und die Staatsgewalt ausdehnten, sodass für das unmögliche gewählt wurde und das desaströs möglichste rauskam, sodass alles beim Bürger landete zu lösen.
7. Die in der Unabhängigkeitserklärung der Vereinigten Staaten formulierten „unveräußerlichen Rechte“ auf „Leben, Freiheit und das Streben nach Glückseligkeit“ gibt es nicht im Sinne eines Anspruchs, da dies eine universelle Kondition sei, die Tyrannen nicht entfernen könnten oder Patrioten wiederherstellen.
8. Gemeinschaften überleben, die bereit sind zu kämpfen.
9. Alle Kriege entstehen durch Bevölkerungsdruck, weil die Geborenen auf Kosten anderer Leben.
10. Niemand wisse genau, wie die „Terranische Föderation“ entstanden sei, sie wuchs.
11. Konsequente Bestrafung von Verbrechen und Vergehen (auch für Jugendliche), Gutheißung von körperlicher Züchtigung.

Der Dienst soll als eine Art „Reifeprüfung“ sicherstellen, dass die Wähler und Gewählten das nötige Verantwortungsbewusstsein besitzen, da Autorität nur dann gleichwertig ansteigen könnte. Es ist als Anleitung für das Regierungssystem im Sinne eines Fürstenspiegels zu sehen.
Das früher bestehende Rechtssystem wird als Irrweg angesehen und mitverantwortlich für den Zusammenbruch der alten Weltordnung gemacht, da es keinen funktionalen Umgang mit jugendlichen Straftätern kannte. Das der Föderation hat das Ziel, den Straftäter durch zeitnahe körperliche Bestrafung so zu konditionieren, dass er die Verfehlung nicht wiederholen will. Das normale Mittel dafür sind öffentliche Schläge mit Stock oder (bei schwereren Verbrechen) Peitsche. Die Todesstrafe durch Hängen wird gerechtfertigt durch ihre Abschreckung für andere und durch die Vermeidung von Wiederholungstaten durch den Bestraften. Psychiatrische Behandlung von Straftätern wird hingegen als überflüssig angesehen, da man nie wissen könne, ob die Behandlung erfolgreich abgeschlossen und nachhaltig wirksam sei. Außerdem könne sich der Patient nach seiner Genesung wegen seiner zurückliegenden Taten nicht mehr selbst achten und müsse zwangsläufig Selbstmord begehen. Eine weitere Besonderheit ist, dass für Militärangehörige auch bei außerhalb des Dienstes begangenen Verbrechen das militärische Recht angewandt werden kann, inklusive der „31 Bruchlandungen“, auf die im Regelfall der Tod durch den Strang steht.
Rico wird als „Unterleutnant auf Probe“ Dritter Lieutenant, was Rico als keine große Bereicherung einschätzt, die ihn überall hinbringen könnte. Auf der geräumigen „Tours“ angekommen, bemängelt Johnnie die Trennung der Geschlechter. Dort lernt er Befehlsgewalt und Verantwortung zu tragen. Mithilfe von Sergeant Zim, dem Drill Instructor aus Ricos Boot Camp, der der Platoon-Sergeant von Kompanie-Kommandeur Blackstone war, nachdem er dorthin neu zugewiesen wurde, kommandierte Rico selber ein Platoon in der „Operation Royalty“. Diese Operation war ein Überfall, um Mitglieder der „Brainbug“- und Königinnen-Kaste zu ergreifen. In der Umsetzung umfasste es hunderte Raumschiffe der Weltraummarine und abertausende Soldaten. Die Ergreifung würde es möglich machen, dass der „Korps zur Psychologischen Kriegsführung“ diese Spezies und damit den Feind analysieren könnte. Zudem könnte es einen Gefangenenaustausch geben. Strategisch hatte „Planet P“ keine Bedeutung, sondern nur als taktisches Training zum Studieren der „Bugnester“. Mit großflächiger Unterstützung durch Bombardements der Inseln, sollte der Rücken freigehalten werden. Es gelang der Mobilen Infanterie sechs „Brainbugs“ gefangen zu nehmen, einer durch Sergeant Zim, doch keiner überlebte lang genug. Auch die Königinnen wurden durch die Krieger-Kaste getötet. Rico kehrt zur Offiziersschule zurück, um seinen Abschluss zu machen.
Am Schluss des Buches ist er vollwertiger Offizier und kommandiert seine alte Einheit auf der „Rodger Young“, die jetzt nach ihm „Ricos Rauhnacken“ benannt ist. Sein Vater ist dort sein Zugsergeant, und sie bilden ein Team. Sie bereiten sich auf den einen neuerlichen Angriff auf Klendathu vor.

### Personen und Spezies
Die „Bugs“ (engl. wörtlich „Wanzen“, allg. „Ungeziefer“) oder „Pseudo-Arachnida“ sind außerirdische, riesige Gliederfüßer vom Planeten Klendathu, die wie Termiten leben. Sie werden als nicht sonderlich human beschrieben und sind im Besitz von Laserwaffen und Raumschiffen und Raketen. Eine Stadt wird als großes, unterirdisches Geflecht weitreichender Tunnelsysteme dargestellt. Ihr Umgang mit anderen Spezies ist nicht rein auf Aggression beschränkt, sondern auch abwartend. Ihre Gesellschaft ist aufgeteilt in Krieger und Arbeiter, die von einer Führungskaste aus Königinnen und den sogenannten „Brainbugs“ („Gehirnkäfern“) telepathisch kontrolliert wird. Massenhaft ausgebrütet, ziehen ausgeschlüpfte Krieger direkt in den Kampf, von dem sie beseelt sind und welches ihr Lebenszweck ist, sodass sie keine Kampfaufgabe und Emotionen kennen. Große Verluste sind deshalb kein Problem. Sie nutzen auch Gewehre und schießen zurück. Die Arbeiter kämpfen nicht und verstecken sich und können eingeschüchtert werden. Die „Bugs“ zögern nicht, tausende ihresgleichen in Entlastung zu opfern oder ihre Führungskaste, um sie nicht in Gefangenschaft geraten zu lassen. Ihre Taktiken basieren auf Schwarmverhalten. Durch ihren mit Raumschiffen durchgeführten Angriff auf Buenos Aires, wird der Kriegseintritt ausgelöst.
Die Mobile Infanterie, kurz MI, ist eine Eliteeinheit der Terranischen Armee ohne Unterstützungsbelegschaft, sodass alle kämpfen. Sie arbeitet mit dem ebenfalls elitären K-9 Korps zusammen, das aus einem Herrchen und genetisch-verbesserten, intelligenten Spürhunden zusammengesetzt ist. In der MI sind ausschließlich männliche Soldaten und die Ausbildung rigoros. Selbst angetriebene Exoskelette verleihen dem Träger immense Kraft, Beweglichkeit und Widerstandsfähigkeit durch gestählte Panzerung, die mit diversen, schweren Waffen ausgestattet werden können und außerdem Düsenjets und Raketen tragen, mit denen der Soldat sich schnell über das Feld bewegen kann und ganze Quadratmeilen Terrain abdeckt. Transportiert werden die Einheiten von der Weltraum-Marine. Die MI bevorzugt leichte Korvetten, die maßgeblich von Frauen wegen deren leichteren Gewichts gesteuert werden, um möglichst viel Militärgerät mitnehmen zu können und konzentrierte, multiple Überfälle, statt großangelegter Invasionen durchzuführen. Luftlandetruppen werden in „Kokons“ aus dem Orbit abgeworfen, erfüllen nach der um eineinhalb Meilen zum jeweils nächsten Soldaten versetzten Landung ihre Einsatzziele und begeben sich dann zu einem musikabspielenden Fanal als Landezone, wo sie von einem Landungsschiff aufgenommen und zu ihrem Raumschiff zurückgebracht werden. Der Korpsgeist ist hoch, niemand wird zurückgelassen.
Die Skinnies (engl. skinny: dünn, mager), auch „Hopfenstangen“ genannt, sind acht bis neun Fuß große, sehr dünne, humanoide Außerirdische. Sie weisen eine höhere Körpertemperatur als Menschen auf, tragen keine Kleidung, besitzen Sprache und minimal so etwas wie Menschlichkeit. Die Bugs bergen keine Verwundeten, sie hingegen zum Teil, aber nicht so viele und oft wie es Menschen tun. Sie leben in einer der Menschheit vergleichbaren Zivilisation. Zunächst sind sie die Verbündeten der Bugs. Sie verrieten den Bugs den Standort der Erde. Im späteren Kriegsverlauf wechseln sie jedoch aufgrund von Demonstrationsschlägen der Mobilen Infanterie gegen ihre Städte zu den Menschen über. Die Skinnies geben wertvolle Informationen weiter über die Standorte der Bugs und dass diese viele MI-Soldaten gefangen halten.

### Weltbild
Ken MacLeod sieht das als eines der weitbekanntesten und einflussreichsten Werke der Science Fiction nicht als eine Beschreibung des Faschismus und dessen Idealen an, da jeder sich freiwillig zum Dienst melden könne und damit am Ende politische Macht halten. Heinleins Bücher seien konsistent liberal, wobei sie von demokratisch zu elitär in der Form reichen würden. In Starship Troopers seien sie am Ende des elitären und damit meritokratisch. Heinleins im Werk dargestellter Militarismus sei eher passend zum Libertarismus statt dem Faschismus. Dieser Trend wäre auch in seinen anderen bekannten und populären Büchern zu sehen, wie Fremder in einer fremden Welt aus 1961 und Revolte auf Luna aus 1966. Heinlein und seine Werke aus dieser Zeitperiode bekamen die meiste Aufmerksamkeit und Kritik, obwohl er bis in die 1980 hinein schrieb.
Heinlein, als verärgerter Mann mittleren Alters beschrieben, würde die Dekadenz eines US-Amerikaners aus der Mitte des zwanzigsten Jahrhunderts anprangern und eine spartanische Gesellschaft herbeiwünschen, indem das Wahlrecht bei Veteranen liegt und die Tugend eines ehrenhaften Mannes der Krieg sei.
Die militaristische Weltanschauung von Heinlein würde in einer Polemik in vielen Buchszenen dargestellt.
Robert A. W. Lowndes kritisierte das Werk als ebenso hypothetisch und eine Utopie wie alle anderen Bücher, die er gelesen habe. Es sei Teil der Utopischen Literatur, da oft ein einziger Bezug auf ein Beispiel im Roman fehle, Korruptionsmöglichkeiten des Systems auszuschließen. Bezogen auf eine Weltregierung von Veteranen, gab ihm Philip José Farmer Recht, denn diese würde genauso falsch geführt werden wie eine von Leuten, die nie in die Nähe von Blut und Eingeweiden gekommen sei, was der typische US-Soldat in Realität beweise.
Das Werk hätte eine grundsätzlich christliche Moral. Obwohl Heinlein erklärt, dass der Mensch keinen moralischen Instinkt hat, ist die Welt hochmoralisch, da das individuelle Leben wertvoll ist und Nächstenliebe herrsche. Strafe, wenn auch körperlich verletzend, hat per se keine ablehnende Bedeutung, da es Unterscheidungen zu einer Disziplinierung gibt. Strohmann-Argumente würden aber das Buch zeichnen. Dass Gewalt eine erfolgreiche Antwort auf legitime Fragestellungen sei, wie ob die Südstaaten nicht ein verfasstes Recht auf Sezession gehabt hätten, wäre die Halbwahrheit auf die Halbwahrheit, dass Gewalt keine Lösung sei. Es wäre also eigentlich nur um die erfolgreiche Anwendung gegangen. Gerade deshalb sei es aber auch nicht idealistisch, da Ungerechtigkeiten im Zivilrecht des Buches bestünden. Heinlein postuliert das Militär ansonsten als rational, da es nicht um Kriegsverherrlichung ginge, sondern als Abschreckungsinstrument und Verhandlungsgrundlage, und nur dann eingesetzt wird, wenn man überhaupt bedroht wird und gleichzeitig keine Alternativen zum Angriff existieren.
Heinlein äußerte zwei Jahrzehnte nach der Veröffentlichung seines Romans in seinem Buch Expanded Universe, dass 95 % der „Veteranen“ tatsächlich kein kämpfendes Militärpersonal seien, sondern Zivildienst leisten und auch darüber das „Bürgerrecht“ erworben wird. Seine eigene Beschreibung wird jedoch von Kritikern wie Verfechtern weitläufig zuvor und danach angefochten, darunter posthum vom Heinlein Studierenden James Daniel Gifford der gleichnamigen Heinlein Archive. So seien die zahlreichen Zitate stets ein Hinweis darauf, dass der „Föderale Dienst“ in überwältigenderweise militärisch sei, und so wahrgenommen wurde. Zivildienst sei also militärisch und umfasst auch direkte militärische Unterstützung in seiner Natur. Damit auch Truckfahrer, Lehrer oder die Feuerwehr.

## Stellung und Einordnung
In der nicht nur auf die Literatur beschränkten Kultur, ist Starship Troopers ein wichtiges Werk und Pionier darin, militärische Themen innerhalb eines generellen Science Fiction Kontextes zu setzen. Es galt auch als ein Werk, indem das militärische Leben für jene Leser glaubwürdig dargestellt wurde, die tatsächlich gedient haben. War bis zu seiner Zeit das Genre von Serials und kurzen Vorfilmen wie Flash Gordon dominiert, wurde dieses durch den Roman als solches reifer. Galt Science Fiction vor dem Roman weitestgehend als Genre des Eskapismus der Leser, war dieser Roman insbesondere für Erwachsene geschrieben worden, über die im Buch gesetzten Themen (Dienst, Altruismus und Patriotismus) überprüfend nachzudenken.
Das Buch sei insbesondere auch als Lobgesang auf individuelle Opfer für das große Ganze zu sehen, zumindest auch mit Blick auf den Zweiten Weltkrieg und den US-amerikanischen Sieg, da es eine fortlaufende Bewunderung durch Anspielungen auf damalige Kriegshelden zeigt. Aber in Betrachtung des Kalten Kriegs und der allgemeinen Angst, und der allgemeinen Unzufriedenheit im Kontext des unentschiedenen Koreakriegs und auch als Teil einer Antikriegs-Opposition für den Vietnamkrieg.
Die folgende Präsidentschaft John F. Kennedys vertrat Elemente, wie etwa seine Betonung von Bürgerpflichten und die Ausdehnung des Military Selective Service Acts, um mittels Konskription auch mehr Freiwillige Militärdienstleistende zu kreieren, da diese prinzipiell eine Auswahlmöglichkeit der Streitkräfte entlang ihrer zweijährigen Dienstzeit haben, aber zum Großteil effektiv im Kampf landeten oder wählten. Richard Nixon orientierte sich später stärker am prinzipiell freiwilligen Militärdienst, was der US-Demokratische Kongress ablehnte, doch unter Eisenhowers früherem Verteidigungsminister Thomas S. Gates Jr., dem späteren China-Diplomaten aus George H. W. Bushs Präsidentschaft, entwickelt und unter US-Verteidigungsminister Melvin Laird als Folge des absehbar verlorenen und umstrittenen Vietnamkriegs eingeführt wurde. Jimmy Carter führte 1980 die Konskription wieder ein und stellte die Verweigerung sich zu listen unter hohe Strafe (sechsstelliger Betrag oder fünf Jahre Gefängnis), was seit Zeit Ronald Reagans praktisch aber nicht verfolgt wird. Stattdessen kann man anderenfalls nicht beim Staat beschäftigt sein.
Bis 1980 wurde das Buch in elf Sprachen übersetzt und blieb ein Verkaufsschlager. Der Buchpreis entsprach mit 4 US-Dollar im Jahr 1959 gut 41 US-Dollar im Jahr 2023. Das Werk wurde seinerzeit millionenfach verkauft, bei halber Anzahl an US-Bewohnern im Vergleich zum Jahr 2023.
Strukturell sei es interessant, dass zwischen den Punkten in Ricos Leben hin und her geblitzt wurde. Dadurch ist es den Lesern ermöglicht worden, wirklich die Punkte zu verstehen, die Heinlein auf persönlicher Ebene zu machen versuchte. Eine Rezension aus 1960 des späteren Gründers von The Magazine of Fantasy and Science Fiction nannte den Teil des zukünftigen Kampfs von Infanterie brillant und auch die Beschreibungen künftiger Waffen und Panzerungen exzellent. Doch die Exposition, um den verschwommenen Zeithintergrund einzuordnen, ungenießbar. Die Kritik am Stil ist auf die politischen Aspekte zentriert, da dieser didaktisch sei. Es fehlt eine Kenntlichmachung von Charakteren und Geschichte. Auch Ken MacLeod Analyse aus 2003 betont, dass die Bürgerkunde und das brutale Bootcamp-Training zentraler seien als das Gekämpfe, was als dünn und emotionslos gilt. Jo Walton schrieb 2009 retrospektiv, dass Heinlein eine technische, stilistische Meisterleistung abgeliefert hätte, die auf seinem Höhepunkt geschrieben ihn mit seinem Stil hat durchkommen lassen. Das Science Fiction Handbook aus 2009 betonte, dass der Roman überzeugenderweise zukünftiges Militär darstellte und Fragen anregte, während die Geschichte schwach war und die Arachnoiden vereinfacht als die Menschheit zerstörende Kreaturen hingestellt wurden, ohne Namen und detaillierte Darstellung ihres Lebens.
Das eng kontrollierte Narrativ sei aber lebhaft und einwirkend gemacht.

## Rezeption

### Rezeption bei Erscheinen
Im Jahr 1960 bezeichnete The Magazine of Fantasy and Science Fiction das Werk als einen Meilenstein der Science-Fiction.
Wenngleich kein Teil des Mainstreams, wurde es insbesondere direkt in politischen Kontexten im Rahmen der US-Präsidentschaftswahl aufgenommen und fand darüber hinaus breitere Bekanntheit. Der allgemein beliebte, aber von Heinlein als zu passiv kritisierte Dwight D. Eisenhower durfte keine dritte Amtszeit mehr bekleiden und hatte einen Stellvertreter mit Richard Nixon. John F. Kennedy auf der anderen Seite thematisierte insbesondere militärische Stärke und Rüstung mit Bezug auf die kommunistischen Staaten Sowjetunion, Nordkorea, Rotchina und Kuba. Auch Bürgertugenden und das aktive Wahlrecht waren Kernpunkte. Zudem wollte er das aus Wehrpflichtigen bestehende US-Militär mit einer elitären Berufsarmee ersetzen. Obwohl als Werk bereits in seinen Erscheinungsjahren bekannt, hielt sich die breite Rezeption darauf noch zurück. Stattdessen folgte diese später. Durch die bereits existenten Einflüsse tauchte es wieder im politischen Kontext wie im Rahmen von Science-Fiction auf und machte es jüngeren Lesern bekannt.
Floyd C. Gale von Galaxy Science Fiction ordnete das Werk 1960 als einen Bruch mit seinen jugendlichen Werken und als den desillusionierten Heinlein, was es fast exzellent für Erwachsene und besonders für Armeeveteranen machen würde, während Kinder es als melancholisch und langatmig begreifen würden. Es wird als Bruch wahrgenommen, aber auch das letzte klar positionierte Werk Heinleins als Science Fiction, was den Rahmen für seine zukünftigen Werke setzte, die im Inhalt paternalistischer und xenophober und in gleicher Weise sentimental seien und zu hunderttausenden Lesern als sehr ernsthaft begriffen wurden wie die Werke J. R. R. Tolkiens.
Es wurde kontrovers behandelt. Wegen der positiven Gewaltdarstellungen und dem Lobgesang auf das Militär, dass Militarismus besser sei als traditionelle Demokratie, diskutierten zahlreiche Autoren und Künstler von 1959 bis 1963 über vier Jahre hinweg über diese Aspekte an einem Institut. Darunter unter anderem James Blish, Poul Anderson, Philip José Farmer, Anthony Boucher, John Brunner und Brian Aldiss.

### Militarismus
Prinzipiell gilt Starship Troopers als Militarismus befürwortendes Werk und hätte Heinlein die Reputation eines „faschistischen, fanatischen Kriegshetzers“ eingebracht. Im Rahmen der Institutionsdiskussion hat George Price betont, dass Krieg als keine Vergnügung dargestellt wurde und ausgehalten werden musste, weshalb er mit allen Mitteln von zuhause weggehalten werden muss.
Dean McLaughlin nannte es im März 1960 ein „Rekrutierungsposter in Buchlänge“ und kritisierte, dass der Verlag es als Jugendroman einschätzte. Alexei Panshin, der seinen Zivildienst beim US-Militär während Friedenszeiten machte, sah eine Beschönigung des Soldatenlebens und keine menschlichen Konflikte unter den Veteranen. Ohne den „Bugkrieg“ hätten die sogenannten „Starship Troopers“ nur gesessen. Übersetzer Alan Myers sah das Werk als nützlich an, es in Schulklassen zu behandeln und dass das gezeigte Militär chauvinistischer Natur sei.
1980 äußerte der Kulturhistoriker H. Bruce Franklin, dass die explizite Aussage des Buchs Militarismus sei und eine starke Glorifizierung von Militärdienst. Der spätere Komparatistiker George Edgar Slusser sah das Werk 1987 als rückwärtsgewandt an, doch die Ideologie sei kein Militarismus oder ähnliches, da diese seiner Meinung nach ein ökonomisches Motiv hätten haben müssen. Stattdessen votiere Heinlein für die Unterjochung der Natur durch Technik und dies ein Zeichen menschlichen Fortschritts.

### Wirkungsgeschichte
Kritiker wie Verfechter betonen die Wirkung, die das Buch durch die Darstellung eines militarisierten Gemeinwesens hat, bei dem nur Veteranen einer militärischen Dienstzeit das aktive und passive Wahlrecht oder andere Privilegien zusteht, und somit eine Zweiklassengesellschaft etabliert.
Die in der Mitte des 20. Jahrhunderts entstandene politische These, dass militärische Konflikte zwischen kollektivistischen Gesellschaften (in einem „Schwarmbewusstsein“) aktiv zu führen seien und dass tödliche Gewalt ein überlebenswichtiges Werkzeug sei, welches die freiwillig in Dienst getretenen und gesellschaftlich geachteten Elitesoldaten ausführen dürfen, prägte die Popkultur und den Tropus, dass „Space Marines“ und Infanteristen sich mit Alienkäfern oder anderem außerirdischen Leben bekämpfen, statt den diplomatischen Kontakt mit ihm zu suchen. Der Widerspruch zwischen dem Kampf gegen kollektivistische Gesellschaften in einer kollektivistischen Gesellschaft wie einer vom Militär gelenkten Demokratie wird dabei nicht aufgelöst, sondern durch Filme und Spiele eher überzeichnet und damit persifliert: die Einflüsse des Stoffs reichten in die Dekaden später erschienenen First-Person-Shooter und die Echtzeit-Strategiespiele, aber auch in andere Filme und Serien hinein. In Serien wie Babylon 5 ist sie die Gegenwart der Erde („Erdallianz“), in Star Trek: Voyager wird zumindest die zugrundeliegende These in einer Episode zitiert. Diese Weltraumsoldaten hatten den Ruf, kein inkompetentes Kanonenfutter zu sein, sondern sich als Eliteeinheit davon abzuheben. Die ursprünglichen Soldaten und Charaktere der Space Marines, wie zum Beispiel aus der Alien-Filmreihe und dem entsprechenden Franchise, basierten auf Heinleins Werk.
Das Werk ist die Grundlage des gleichnamigen Films Starship Troopers aus 1997, auf dem der Film allerdings nur lose basiert, da dieser das zugrundeliegende Buch durch antimilitaristische Untertöne eher parodiert und zahlreiche Unterschiede zum Roman aufweist. So wird etwa die Mobile Infanterie nicht als Eliteeinheit dargestellt, sondern zeitgenössisch als schießgeil wahrgenommene Space Marines einer diversen Weltregierung. Dadurch wurde der Stoff erneut populär, was in damals zeitgenössische Spiele und Filme des Genres einwirkte.
Die 1997 begonnene Serie Stargate SG-1, basierend sowohl auf dem gleichnamigen Film, als auch auf Elementen aus Heinleins Stoff, verfolgt die Idee, dass parasitäre Alienkäfer, die Goa'uld genannt werden und Menschen befallen, durch den Einsatz der vor der Erdöffentlichkeit geheim gehaltenen SG-Einheiten und Standard-Militärgerät der Gegenwart zurückgedrängt werden.
Das 1998 erschienene Videospiel StarCraft, das auf Chris Metzens Hintergrundgeschichte basiert, hat ebenfalls den Military-Science-Fiction-Hintergrund einer zentralen, terranischen Föderation, die unter anderem im Kampf mit insektoiden Aliens liegt.
Der Marauder von StarCraft II aus dem Jahr 2010 ist eine Hommage an Heinleins Starship Troopers und Ed Neumeiers Starship Troopers 3: Marauder aus dem Jahr 2008, dem zweiten Nachfolger des Films. Das Spiel hatte einen weiter verbesserten Karteneditor mit Skriptsprache und wurde wie auch der Karteneditor des ersten Spiels entsprechend für Spielszenarien genutzt. Offiziell gesponserte Streaming-Kanäle übertrugen Starship Trooper genannte Wettkampfevents.
Helldivers und der Nachfolger Helldivers 2 sind Indie-Spiele von Arrowhead Game Studios, die nicht nur direkt von dem Film Starship Troopers in der Rahmenhandlung inspiriert und beeinflusst sind, sondern ebenfalls eine Gelenkte Demokratie, sowie einen menschlich besiedelten Teil der Galaxie mit der Erde im Zentrum (genannt Übererde) satirisch darstellt, wo der Kampf mehr ein Glaubensbekenntnis als ein Mittel zum Sieg sei. In dem Spiel wird unter anderem gegen „Bugs“ gekämpft, die eigentlich Terminiden genannt werden und durch ihren Zerfall Erdöl produzieren, sodass Übererde kurz vor dem Sieg über die Terminiden das Ende der Kämpfe damit begründet, dass die Käfer einen kostbaren Rohstoff darstellen und nicht ausgerottet werden dürfen. Im Spiel wird ebenso gegen die Illuminierten, einer technisch überlegenen Alien-Rasse, die eigentlich einen friedlichen Kontakt zur Erde suchte, sowie gegen Cyborgs, die die Demokratie der Übererde als Gehirnwäsche kritisieren, gekämpft, um die Lebensweise der Übererde gegen andere Ideen zu verteidigen.
Der Stoff wurde erneut in den 1990er bis 2020er Jahren durch den gleichnamigen Film international bekannt, der allerdings teilweise parodistische Züge trägt.

### Fortsetzungsreihe
Die direkte Wirkungsgeschichte erstreckte sich auf Science-Fiction in der Kultur insgesamt, sodass Fortsetzungen in diesem Rahmen und nicht der Handlungsgeschichte erfolgten und das Genre weiter halfen populärer zu machen. Dem folgte dann die Vermarktung im Rahmen eines Franchise explizit für Starship Troopers.
Starship Troopers wurde von Avalon Hill im Jahr 1976 zu einer genrebegründenden Strategiesimulation aufbereitet.
Für den TRS-80 folgte 1982 das Computerspiel Klendathu der Tandy Corporation, das die im Buch beschriebene Handlung der Landung auf dem „Bugplaneten“ als Ego-Shooter nachspielt und erfordert, rechtzeitig mit seinem gepanzerten Anzug wieder ins Weltall zu entkommen, bevor man überrannt oder erschossen wird. Das Spiel visualisiert zum ersten Mal offiziell die sogenannten „Bugs“ als grüne Insektoiden.
1989 war es die Vorlage für die japanische OVA-Serie Uchū no Senshi (jap.: 宇宙の戦士).
Das Jahr 1997 setzte den Startpunkt für eine Reihe an Fortsetzungen und Erweiterungen des Franchise: Es kam die gleichnamigen Filmproduktion Starship Troopers von Paul Verhoeven ins Kino und überspitzt die der literarischen Vorlage vorgeworfenen Elemente. Dadurch werden Handlung, Waffen, Charaktere und Spezies deutlich verändert, wodurch prägende Inhalte des Franchise fortan auch anders dargestellt werden als bis davor und maßgeblich in dem Roman.
Die Lizenz zum Comicvertrieb landete bei Dark Horse Comics, die 1997 eine Comicserie herausbrachten. Das dreiteilige Starship Troopers: Insect Touch im Mai 1997, Brute Creations im Oktober und The Official Movie Adaption zweiteilig mit Filmstart im November. Starship Troopers: Dominant Species war August 1998 schon die vierte Comic-Reihe, die auf dem Film basiert, gilt jedoch als Fortsetzung, da die anderen drei Teile vor Filmstart herauskamen. Außerdem ist auch Mongoose Publishing lizenziert Comics zu vertreiben.
Starship Troopers: Battlespace von Mythic Entertainment war von 1998 bis 2001 ein reiner Multiplayer-Space-Shooter, bei dem es fünf Arenen mit unterschiedlichen Zielen gab. Beide Seiten hatten stets fünf Schiffsklassen zur Auswahl, mussten Einheiten sammeln, absetzen und sich reparieren, wiederbewaffnen und absichern, um zu Erfolg zu kommen. Spieler konnten sich zu Gilden zusammenschließen.
Mitte 1999 folgte die Animationsfernsehserie Starship Troopers mit Alternativnamen Starship Troopers Chronicles, die thematisch bei den Filmaussagen bleibt. Sie stützt sich auf Einsatzgruppen und Missionen der Filmhandlung, auf die es sich anstatt des allgemeinen Krieges auch konzentriert, aber behandelt wesentlich mehr Elemente aus dem Ursprungsroman. Aus demselben Studio wie der Film kommend, war die Produktion und Vertrieb problematisch und mit Mängeln, sodass wegen Fehlplanung der Stop kam.
Starship Troopers: Terran Ascendancy von 2000 ist ein Echtzeitstrategiespiel, ohne Basisbau und Rekrutierungsmöglichkeit. Die vorgegebenen Einheiten leveln bei Überleben im Rang, der Spieler verbessert Ausrüstung und Waffen. Das Spiel fügt Inhalte des Romans Filminhalten hinzu, wie etwa den Marauder.
Im Jahr 2004 erschien eine Fortsetzung mit dem Titel Starship Troopers 2: Held der Föderation unter der Regie von Phil Tippett. Es war eine Direct-to-Video-Produktion und als reiner Splatterfilm mit neuen Charakteren ausgelegt, bei dem es um das Überleben geht und nur gegen Ende satirischen Bezug zur Föderation und ihrer Helden nimmt. Er wurde auf DVD und Video veröffentlicht. Im TV wurde eine um fast drei Minuten zensierte Fassung ausgestrahlt. Im Dezember 2004 bekam die ungekürzte Fassung ein SPIO/JK-Siegel und wurde indiziert. Die BPjM strich den Film davon im Juli 2019. Im April 2019 erschien bereits die BluRay.
2005 folgte als Computerspiel Starship Troopers und basiert auf der Welt der beiden bis dato erschienenen Filmen und zeigt die Marauder als eine Elitetruppe der mobilen Infanterie.
Starship Troopers: Roughnecks aus 2007 war ein klassischer 2D-Shooter für Mobiltelefone, bei dem primär „Bugs“ abgewehrt werden müssen, während es Missionen gibt, die um Eskorte, Rettungen oder S&D handeln.
2008 erschien die zweite Filmfortsetzung mit Titel Starship Troopers 3: Marauder ebenfalls als Direct-to-Video-Produktion. Regie führte Edward Neumeier, der für die ersten beiden Teile das Drehbuch verfasst hatte. Hauptcharakter ist Johny Rico und orientiert sich thematisch am ersten Teil, nimmt jedoch stattdessen Bezüge zum Vietnamkrieg und auch dessen Berichterstattung auf. Zudem behandelt es das Verbot von Religion wegen der negativen Einflüsse auf den Krieg, aber auch das Anbeten falscher Götter, die als kontrollierende Instanz der „Brainbugs“ funktionieren.
Im Juli 2012 erschien ein computeranimierter Spielfilm von Shinji Aramaki mit dem Titel Starship Troopers: Invasion. Ed Neumeier und Casper Van Dien waren als Executive Producer beteiligt, hielten sich jedoch abseits der Beratung zurück. Die überlebenden Hauptcharaktere aus dem ersten Film kehrten zurück und der Film fokussiert sich auf die animierte Darstellung von Kampfszenen und Soldatensprüchen. Dem Film folgte das Handyspiel Starship Troopers: Invasion - Mobile Infantry, das als Vorgänger des Films dient und Referenzen zum Roman einbaut.
Zum 20-jährigen Jubiläum des Kultfilms wurde im Juni 2017 Starship Troopers: Traitor Of Mars als Fortsetzung des computeranimierten Films angekündigt. Ohne wesentliche Änderung des Teams produziert und von Ed Neumeier geschrieben, erschien der Film am 21. August 2017 in den US-Kinos, jedoch nur für diesen Tag in 500 über das Land verteilten, ausgewählten Theatern mit einer Einleitung durch Neumeier und Van Dien. Der Film orientiert sich am modernen Klassiker und Kultfilm aus 1997, hat als Animationsfilm aber einen anderen, wenig realen Stil. Die Geschichte von Rico wird weitererzählt. Die von sich selbst eingenommene, aber junge, weibliche Vorsitzende der Föderation will die populärste Person des Universums in ihrem Verständnis von Führungskraft sein und wünscht die Zerstörung des Bug infiltrierten Mars, um ihre Beliebtheitswerte zu stabilisieren.
Im Jahr 2022, 25 Jahre nach Filmstart, folgte erneut ein Computerspiel mit Starship Troopers: Terran Command. Es spielt zeitlich nach dem Film, verzichtet jedoch auf die bekannten Protagonisten. Vom Spieler wird erwartet, abermals als Teil der mobilen Infanterie, und trotz des entmutigenden Widerstands der Arachnoiden, weiterzumarschieren, damit die menschliche Zivilisation und nicht die der Insekten die Galaxie dominieren.
2023 wurde ein weiterer First-Person-Shooter, Starship Troopers: Extermination, im Early Access gestartet. Der Spieler kann in einer Gruppe von bis zu 16 Spielern auf dem Planeten Valaka (PE-59) gegen die Bugs kämpfen. Hierfür muss er je nach Mission verschiedene Aufgaben lösen, wie z. B. Ressourcen sammeln oder eine Verteidigungsbasis aufbauen und später verteidigen. Es gibt 3 Infanterieklassen mit verschiedenen Fähigkeiten und Waffen. Das Spiel zeigt die Bugs ähnlich wie im Film, als anstürmende Horde und orientiert sich sonst auch relativ nahe an der Filmvorlage.

## Veröffentlichungen
- Robert A. Heinlein: Starship Troopers, Putnam, 1959, ISBN 0-450-02576-4 (Originalausgabe)
- Robert A. Heinlein: Sternenkrieger, Bastei Lübbe, 1979, ISBN 3-404-01280-1 (deutsche Erstausgabe)
- Robert A. Heinlein: Starship Troopers – Der Roman zum Film von Paul Verhoeven, Bastei Lübbe, 1998, ISBN 978-3-404-14159-3
- Robert A. Heinlein: Starship Troopers, Mantikore-Verlag, 2014, ISBN 978-3-939212-48-5